# Oilinyphia
Oilinyphia Ono & Saito, 1989 è un genere di ragni appartenente alla famiglia Linyphiidae.

## Distribuzione
Le due specie oggi note di questo genere sono state reperite in Thailandia e nelle isole Ryukyu: sono due endemismi.

## Tassonomia
Dal 2010 non sono stati esaminati nuovi esemplari di questo genere.
A dicembre 2012, si compone di due specie:
- Oilinyphia jadbounorum Ponksee & Tanikawa, 2010 — Thailandia
- Oilinyphia peculiaris Ono & Saito, 1989[3] — Isole Ryukyu